# 이가와 하루카
이가와 하루카(일본어: 井川 遥, いがわ はるか, 1976년 6월 29일 ~ )는 일본의 배우이다. 할아버지가 한국인인 재일 한국인 3세로, 본명은 조수혜(쵸 요시에) (한국 한자: 趙秀惠, 일본어: 趙秀恵, ちょうよしえ)이다.

재일교포 3세로, 1976년 일본의 도쿄도 스미다구에서 태어나 네리마구에서 자랐다. 일본의 '토요코학원여자단기대학'을 졸업 후 바로 회사 사무직으로 취직하였으나, 근무한 지 반년 만에 퇴사하고 모델 활동을 시작하였다.
1995년에서 1998년까지 일본에서 '쵸 요시에(趙秀恵, 한국어: 조수혜)'라는 본명으로 모델 활동을 해오다가 1999년, 일본의 기업인 '토요코'에서 주관하는 '토요코 수영복 여름 캠페인 걸'이라는 당시의 그라비아 아이돌로 일본 연예계에 본격 데뷔하며, 동시에 '이가와 하루카(井川 遥)'라는 현재의 예명으로 활동하기 시작하였다.
2012년에 재일 한국인이라고 일본에서 커밍아웃 하였으며, 일본의 소속사에서 조수혜가 재일 한국인이라는 것이 밝혀지는 것을 원치 않아, 소속사에 의해 현재의 예명으로 활동해 온 것이라고 밝혔다.
2006년 11월 22일, 14살 연상의 뉴욕 FIT출신의 패션 디자이너인 마츠모토 아토(松本与)와 결혼하였다.
남편인 마츠모토 아토의 할아버지는 일본의 대기업인 파이오니아의 창업자이며, 아버지는 전 파이오니아의 회장이라고 한다.
결혼식 직전에 앞서 2006년 9월 7일, 혼인으로 일본 국적을 취득, 일본으로 귀화하는 동시에 본명인 '쵸 요시에(趙秀惠)' 에서 '마츠모토 요시에(松本秀惠)'로, 남편의 성(姓)으로 변경하였다.

2009년 6월에는 딸을 출산, 2012년 7월에는 아들을 출산하였다.
이가와 하루카가 출연한 드라마 중 한국에 가장 많이 알려진 유명 일본 드라마로는 하늘에서 내리는 일억 개의 별, 한자와 나오키 등이 있다.

## 출연

### 드라마
- 《하늘에서 내리는 일억 개의 별》 (2002년)[24]

- 《사이코닥터》 (2002년)
- 《나의 마법사》 (2003년)
- 《료마가 간다》 (2004년)
- 《란포R》 (2004년)
- 《빛과 함께》 (2004년)
- 《루리의 섬》 (2005년)
- 《순정 반짝》 (2006년)
- 《못난이의 눈동자를 사랑하고 있어》 (2006년)
- 《고독한 도박: 사랑하는 사람이여》 (2007년)
- 《풍림화산》 (2007년) - 이세 역
- 《Room Of King》 (2008년)
- 《솔직하지 못해서》 (2010년)
- 《프리터 집을 사다》 (2010년)
- 《굿 라이프: 고마워, 아빠. 안녕》 (2011년)
- 《호두의 방》 (2011년)
- 《프리터 집을 사다 스페셜》 (2011년)
- 《한자와 나오키》 시즌1 (2013년) - 토모미 역
- 《유리의집》 (2013년) - 시부사와 레이 역
- 《유성 왜건》 (2015년) - 나가타 미요코역
- 《꽃 타오르다》 (2015년) - 타카스 히사코 역
- 《스니퍼 후각수사관》 (2016년) - 스에나가 유키 역
- 《귀족탐정》 (2017년) - 키타미 키리코 역
- 《한자와 나오키》 시즌2 (2020년) - 토모미 역[26][27]

### 영화
- 《도쿄 소나타》 (2008년) - 가네코 역
- 《바티스타 수술 팀의 영광》 (2008년) - 오오토모 나오미 역
- 《우리 의사 선생님》(2009년)
- 《도쿄 공원》(2011년)